# Vrata (Fužine)
Vrata su naselje u Hrvatskoj u općini Fužinama. Nalaze se u Primorsko-goranskoj županiji.

## Zemljopis
Sjeveroistočno je Belo Selo, zapadno je Bajersko jezero i jezero Lepenica, Fužine su jugozapadno, južno je jezero Potkoš.

## Stanovništvo
| broj stanovnika | 355   | 417   | 382   | 643   | 665   | 456   | 393   | 370   | 302   | 426   | 472   | 369   | 383   | 308   | 309   | 287   | 210   |
|                 | 1857. | 1869. | 1880. | 1890. | 1900. | 1910. | 1921. | 1931. | 1948. | 1953. | 1961. | 1971. | 1981. | 1991. | 2001. | 2011. | 2021. |

## Poznate osobe
- Jerolim Malinar
- Davor Mance